# Eugene Palmer
 (août 2024).
Eugene K. Palmer, né le 4 avril 1939, est un fugitif américain qui a été ajouté à la liste des dix fugitifs les plus recherchés par le FBI le 29 mai 2019. 
Il est recherché pour avoir prétendument tiré mortellement sur sa belle-fille (Tammy Palmer), le 24 septembre 2012, à Stony Point. Palmer est le numéro 523 de la liste et le FBI offre une récompense allant jusqu'à 100 000 $ pour les informations menant à sa capture.
Le matin du 24 septembre 2012, Tammy a accompagné ses deux enfants pour prendre le bus scolaire. On pense que Palmer se cachait dans la forêt en attendant de lui tendre une embuscade lorsqu'elle est rentrée chez elle. Lorsque Tammy a regagné son domicile, Palmer lui aurait tiré dessus avec un fusil de chasse à distance. Le premier coup l'a frappée au bras, le deuxième coup l'a manquée, mais le troisième, tiré à bout portant, a atteint la poitrine et s'est avéré fatal. Après la fusillade, Palmer a fui la scène de crime dans une camionnette, qui a ensuite été retrouvée abandonnée près du parc d'État Harriman dans le comté de Rockland. Palmer s'est ensuite enfui à pied dans le parc. La police a fait appel à des chiens de recherche, qui ont suivi l'odeur de Palmer dans un camp dans les bois. Cependant, la trace a été perdue. Malgré de nombreuses recherches, aucun corps ni aucune trace de Palmer n'ont été retrouvés, ce qui a amené les autorités à penser que Palmer était toujours en vie.
Palmer dépend de médicaments pour une maladie cardiaque et le diabète. Il est décrit comme un chasseur, un pêcheur, un randonneur et un amoureux de la nature expérimenté, qui est aussi un passionné de voiture. Il a un pouce gauche déformé. Les autorités pensent que Palmer pourrait se cacher en Floride ou dans le nord de l'État de New York, où il a des parents